# Sonic Healthcare Germany
Die Sonic Healthcare Germany GmbH & Co. KG ist die Muttergesellschaft und oberste Konsolidierungsebene eines Unternehmensverbunds von medizinischen Laboratorien. Sie hat ihren Sitz in Berlin und ist eine Tochter der börsennotierten australischen Sonic Healthcare Limited.

## Geschichte
Die australische Muttergesellschaft Sonic Healthcare Limited wurde 1987 gegründet. Sie startete mit einem pathologischen Labor in Sydney, expandierte jedoch rasch über Australien hinaus. 2007 übernahm sie die ersten Labore in Deutschland: das Augsburger Labor Schottdorf sowie die unter den Namen Bioscientia firmierenden, 1970 gegründeten diagnostischen Laboratien der Boehringer Ingelheim AG & Co. KG mit Sitz in Ingelheim am Rhein. Seitdem wuchs die Gruppe durch Übernahmen kontinuierlich.

## Leistungen
Die Labore der Sonic Healthcare Germany GmbH & Co. KG sind Komplettanbieter für medizinische Laboratoriumsdiagnostik sowie für pathologische Dienstleistungen. Sie verfügt über ein flächendeckendes Netz von Laboratorien in fast allen deutschen Bundesländern sowie über Tochtergesellschaften in der Schweiz, Belgien und Großbritannien.